# Lago Vygózero
El lago Vygózero (en ruso: Выгозеро, en finlandés: Uikujärvi) es un gran lago de agua dulce en la república de Karelia, al noroeste de Rusia. Tiene una superficie de 1250 km ². Desde 1933 es una parte del canal Mar Blanco-Báltico. Hay más de 500 islas en el lago. El Vygózero se utiliza para la pesca y para el esquí acuático. El río Segezha desemboca en el lago.